# Signal (Laura Jansen)
Signal is een muzieknummer geschreven en gezongen door Laura Jansen. Het is het tiende en tevens laatste nummer op haar debuutalbum Bells. Het album werd op 4 september 2009 uitgebracht. Het nummer werd nooit op single uitgebracht.

## Anna Verhoeven
Op 12 januari 2012 werd Signal door Anna Verhoeven gecoverd in de door 3FM DJ Giel Beelen georganiseerde Nederlandse Birdy contest. Ze won de wedstrijd en het nummer werd direct als muziekdownload uitgebracht. De debuutsingle kwam een dag na uitgave op nummer 20 in de Nederlandse Single Top 100 binnen.

### Hitnotering

#### Nederlandse Top 40
| Hitnotering: 28-01-2012 t/m 11-02-2012 | Hitnotering: 28-01-2012 t/m 11-02-2012 | Hitnotering: 28-01-2012 t/m 11-02-2012 | Hitnotering: 28-01-2012 t/m 11-02-2012 | Hitnotering: 28-01-2012 t/m 11-02-2012 |
| Week:                                  | 1                                      | 2                                      | 3                                      |                                        |
| -------------------------------------- | -------------------------------------- | -------------------------------------- | -------------------------------------- | -------------------------------------- |
| Positie:                               | 37                                     | 36                                     | 40                                     | uit                                    |

#### NederlandseSingle Top 100
| Hitnotering: 14-01-2012 t/m 11-02-2012 | Hitnotering: 14-01-2012 t/m 11-02-2012 | Hitnotering: 14-01-2012 t/m 11-02-2012 | Hitnotering: 14-01-2012 t/m 11-02-2012 | Hitnotering: 14-01-2012 t/m 11-02-2012 | Hitnotering: 14-01-2012 t/m 11-02-2012 | Hitnotering: 14-01-2012 t/m 11-02-2012 |
| Week:                                  | 1                                      | 2                                      | 3                                      | 4                                      | 5                                      |                                        |
| -------------------------------------- | -------------------------------------- | -------------------------------------- | -------------------------------------- | -------------------------------------- | -------------------------------------- | -------------------------------------- |
| Positie:                               | 20                                     | 13                                     | 49                                     | 70                                     | 99                                     | uit                                    |